# Spilosoma aestiva
Spilosoma aestiva là một loài bướm đêm thuộc phân họ Arctiinae, họ Erebidae.